# Teinopodagrion muzanum
Teinopodagrion muzanum – gatunek ważki z rodziny Megapodagrionidae. Znany jedynie z miejsca typowego w gminie Muzo w departamencie Boyacá w Kolumbii, gdzie został stwierdzony na skrajnie zachodnich zboczach Kordyliery Wschodniej.